# Лисовићи (Трново)
Лисовићи су насељено мјесто у општини Трново, Федерација БиХ, Босна и Херцеговина.

## Становништво
|        | 2013.      | 1991.      | 1981.       | 1971.       |
| Укупно | 2 (100,0%) | 6 (100,0%) | 10 (100,0%) | 26 (100,0%) |
| Срби   | 2 (100,0%) | 6 (100,0%) | 10 (100,0%) | 26 (100,0%) |